# William Prynne

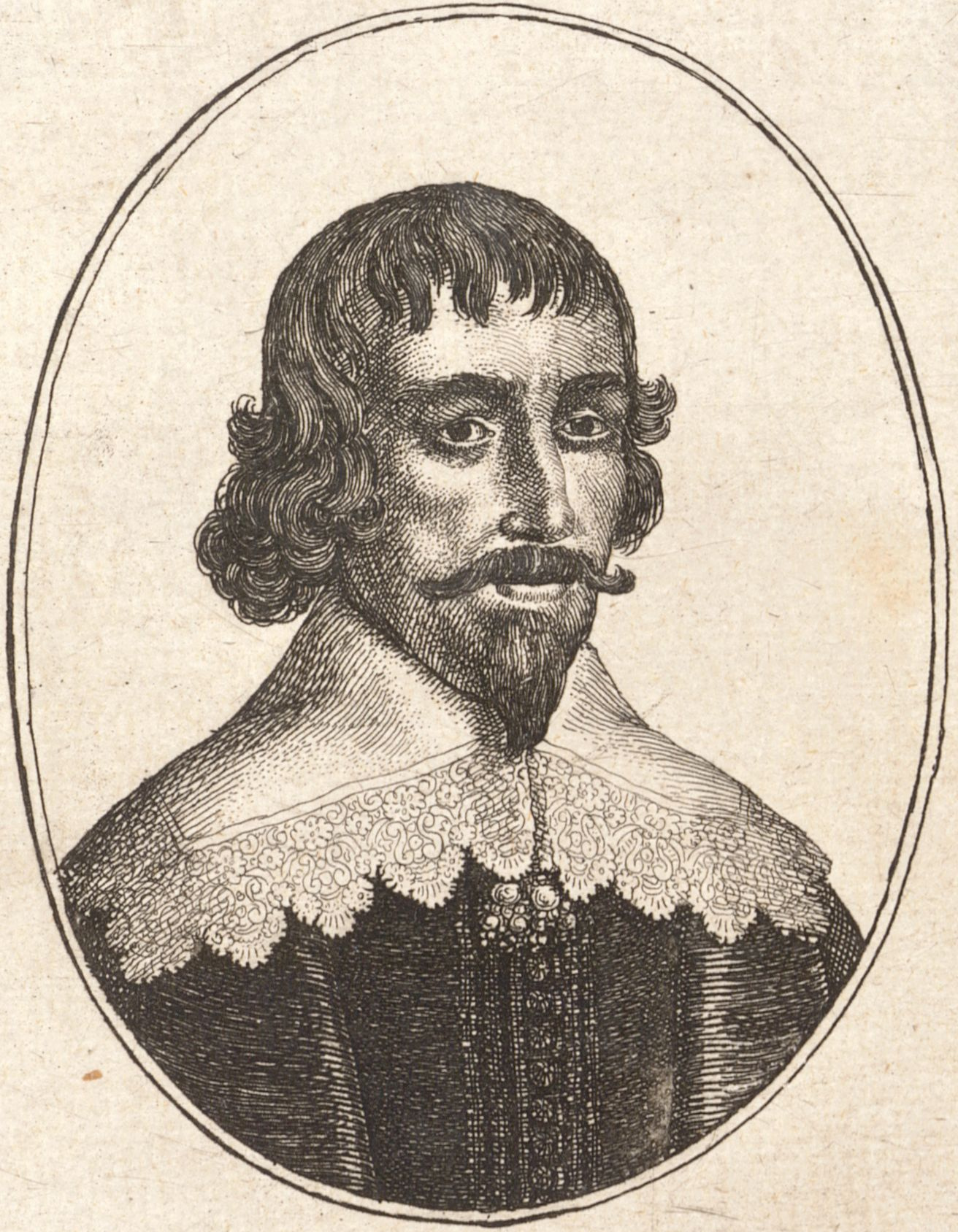
William Prynne

William Prynne (1600 – 24 de outubro de 1669) foi um advogado, autor, polemista e figura política da Inglaterra. Foi um proeminente oponente puritano da política clerical de William Laud, arcebispo de Cantuária. Embora seus pontos de vista sobre a política da igreja fossem presbiterianos, tornou-se conhecido na década de 1640 como um erastiano, defendendo o controle geral do estado sobre questões religiosas. Um prolífico escritor, publicou mais de 200 livros e panfletos.

## Início de vida
Nascido em Swainswick, perto de Bath, Somerset, William Prynne estudou na Bath Grammar School e na Oriel College, Oxford. Formou-se com um bacharelado em artes em 22 de janeiro de 1621, foi admitido como estudante na Lincoln's Inn no mesmo ano, e foi chamado à corte em 1628. De acordo com Anthony à Wood, foi confirmado em seu puritanismo militante pela influência de John Preston, que era então professor na Lincoln's Inn. Em 1627 publicou seu primeiro livro, um tratado teológico, seguido nos próximos três anos por três outros atacando o arminianismo e seus professores. No prefácio de um deles, apelou ao parlamento para suprimir qualquer coisa escrita contra a doutrina calvinista e forçar o clero a subscrever a conclusão do Sínodo de Dort. Prynne era um forte disciplinador. Depois de argumentar que o costume de beber era pecaminoso, afirmou que homens usarem cabelos longos era "impróprio e ilegal para os cristãos", enquanto era "maníaco, antinatural, impudente e anticristão" para as mulheres cortarem-no.

## Anos 1630
Como muitos puritanos que abominavam as celebrações decadentes, Prynne opunha-se fortemente aos dias de festas religiosas, incluindo o Natal, e folia como peças teatrais. Ele incluiu em seu Histriomastix uma denúncia dos atos de Henriqueta Maria que foi amplamente percebido como um ataque à rainha. Este livro levou aos incidentes mais famosos de sua vida, mas o momento foi acidental.
Por volta de 1624 havia começado um livro contra peças de teatro; em 31 de maio de 1630 obteve uma licença para imprimi-lo e, por volta de novembro de 1632, foi publicado. Histriomastix é um volume de mais de mil páginas, mostrando que as peças eram ilegais, incentivavam a imoralidade e eram condenadas pelas escrituras, pelos Padres da Igreja, pelos escritores cristãos modernos e pelos filósofos pagãos. Por acaso, a rainha e suas damas, em janeiro de 1633, participaram da performance de The Shepherd's Paradise, de Walter Montagu: isso foi uma inovação na corte. Uma passagem que reflete sobre o caráter de atrizes em geral foi interpretada como uma aspersão à rainha; passagens que atacaram os espectadores de peças teatrais e magistrados que não conseguiram suprimi-las, apontadas por referências a Nero e outros tiranos, foram tomadas como ataques contra o rei, Carlos I.
William Noy, como procurador-geral, instaurou um processo contra Prynne na Câmara Estrelada. Depois de um ano de prisão na Torre de Londres, ele foi condenado (17 de fevereiro de 1634) a ser preso durante a vida, a ser multado em £5 000, a ser privado do seu diploma pela Universidade de Oxford e a perder os dois ouvidos no pelourinho. Foi ridicularizado em 7 e 10 de maio. Em 11 de junho, dirigiu-se ao arcebispo William Laud, a quem considerava seu principal perseguidor, uma carta acusando-o de ilegalidade e injustiça. Laud entregou a carta ao procurador-geral como material para uma nova acusação, mas quando se exigiu que Prynne possuísse sua caligrafia, ele conseguiu pegar a carta e rasgá-la em pedaços. Na Torre, escreveu e publicou folhetos anônimos contra o episcopado e contra o Livro dos Esportes. Em um ele introduziu a morte recente de Noy como um aviso. Em outro ele atacou prelados em geral (1635). Um ataque anônimo a Matthew Wren, bispo de Norwich, trouxe-o novamente à Câmara Estrelada. Em 14 de junho de 1637, Prynne foi condenado mais uma vez a uma multa de 5 mil libras, prisão para a vida e perder o resto de seus ouvidos. Por proposta do chefe de justiça John Finch, ele também deveria ser marcado nas bochechas com as letras S. L., significando "difamador sedicioso". Foi ridicularizado em 30 de junho em companhia de Henry Burton e John Bastwick, e Prynne foi tratado com barbaridade pelo carrasco. Quando retornou à prisão, fez um par de versos latinos explicando o "S. L." com o qual foi rotulado como 'stigmata laudis' ("sinal de louvor" ou "sinal de Laud").
Sua prisão foi então muito mais próxima: sem canetas e tinta, e não permitia livros, exceto a Bíblia, o livro de orações e alguma teologia ortodoxa. Para isolá-lo de seus amigos, foi removido primeiro para o Castelo de Caernarfon e depois para Mont Orgueil, em Jérsei. O governador Sir Philip Carteret, que ele reembolsou, defendeu o caráter de Carteret em 1645, quando foi acusado como um maligno e tirano. Ele ocupou seu aprisionamento escrevendo versos.

## Anos 1640
Foi libertado pelo Parlamento Largo em 1640. A Câmara dos Comuns declarou as duas sentenças contra ele ilegais, restaurou-o ao seu grau e filiação à Lincoln's Inn, e votou-lhe a reparação pecuniária (em outubro de 1648 ele ainda estava tentando reuni-la). Apoiou a causa parlamentar na Guerra Civil Inglesa, particularmente na imprensa, e em muitos panfletos, enquanto ainda perseguia os bispos.
Em 1643 envolveu-se na controvérsia que se seguiu à rendição de Bristol por Nathaniel Fiennes. Juntamente com seu aliado Clement Walker, ele apresentou artigos de acusação contra Fiennes à Casa dos Comuns (15 de novembro de 1643), administrou o caso para a promotoria na corte marcial, que ocorreu no mês de dezembro seguinte, e garantiu uma condenação do oficial infrator. Também foi um dos conselheiros do parlamento no julgamento de Lorde Maguire em fevereiro de 1645.
Pôde ter a satisfação de supervisionar o julgamento de William Laud, que deveria terminar em sua execução. Colecionou e providenciou provas para provar as acusações contra ele, prestou depoimento em apoio a muitos deles, perseguiu testemunhas contra o arcebispo e auxiliou o conselho da promotoria em todos os sentidos. Na época, alguns pensaram que estava claramente mexendo com as testemunhas. Prynne tinha o dever de procurar o quarto de Laud na Torre por papéis. Publicou uma edição redigida do diário de Laud e um volume destinado a servir como uma introdução ao seu julgamento. Após a execução de Laud, foi acusado pela Câmara dos Comuns (4 de março de 1645) de produzir um relato do julgamento; outras controvérsias impediram que ele terminasse o livro.
No clima de rápida mudança de opinião da época, Prynne, tendo estado à frente da oposição radical, logo se viu uma figura conservadora, defendendo o presbiterianismo contra os independentes, favorecidos por Oliver Cromwell e o exército. A partir de 1644, escreveu panfletos contra os independentes. Ele atacou John Goodwin e tratou seu velho companheiro em sofrimento, Henry Burton. Ele controverteu e denunciou John Lilburne, e pediu ao Parlamento para esmagar os sectários. Prynne foi igualmente hostil às demandas do clero presbiteriano pelo estabelecimento de seu sistema: manteve a supremacia do estado sobre a igreja. 'O Sr. Prynne e os advogados erastianos são agora nossos rêmoras', reclamou Robert Baillie em setembro de 1645. Ele negou em seus panfletos o direito do clero de excomungar ou suspender a recepção do sacramento, exceto nas condições definidas pelas leis do estado. Foi respondido por Samuel Rutherford. William M. Lamont escreveu:
... Prynne não tinha desconfiança de poder ou amor abstrato à liberdade. Seu panfleto, A Espada da Magistratura Cristã, é um dos mais sangrentos apelos por uma ação repressiva total da autoridade civil na língua inglesa.
Prynne também entrou em colisão com John Milton, cuja doutrina sobre o divórcio havia denunciado, e foi respondida pelo poeta numa passagem em seu Colasterion. Milton também inseriu no rascunho original de seu soneto On the Forcers of Conscience uma referência aos "ouvidos marginais de Prynne."
Durante 1647, uma brecha entre o exército e o Parlamento mudou a atenção de Prynne da teologia para a política. Escreveu uma série de panfletos contra o exército e defendeu a causa dos onze líderes presbiterianos que o exército impugnou. Também realizou uma obra oficial. A partir de fevereiro de 1644 foi membro do comitê de contas e, em 1º de maio de 1647, foi indicado como um dos comissários da Visitação à Universidade de Oxford. Em abril de 1648 acompanhou Philip Herbert, 5.º Conde de Pembroke, quando surgiu como chanceler de Oxford para expulsar chefes de casas recalcitrantes.
Em novembro de 1648 foi eleito membro do Parlamento de Newport, na Cornualha, para o Parlamento Largo. Assim que ele tomou seu posto, mostrou sua oposição ao exército. Instou os Comuns a declará-los rebeldes, e argumentou que as concessões feitas por Carlos no recente tratado eram uma base satisfatória para a paz. Dois dias depois, o Expurgo de Pride aconteceu. Foi preso pelo coronel Thomas Pride e Sir Hardress Waller, e foi encarcerado inicialmente num restaurantes (chamado Inferno), depois nas estalagens da Swan e King's Head, na avenida Strand.

## Expurgo de Pride à Restauração

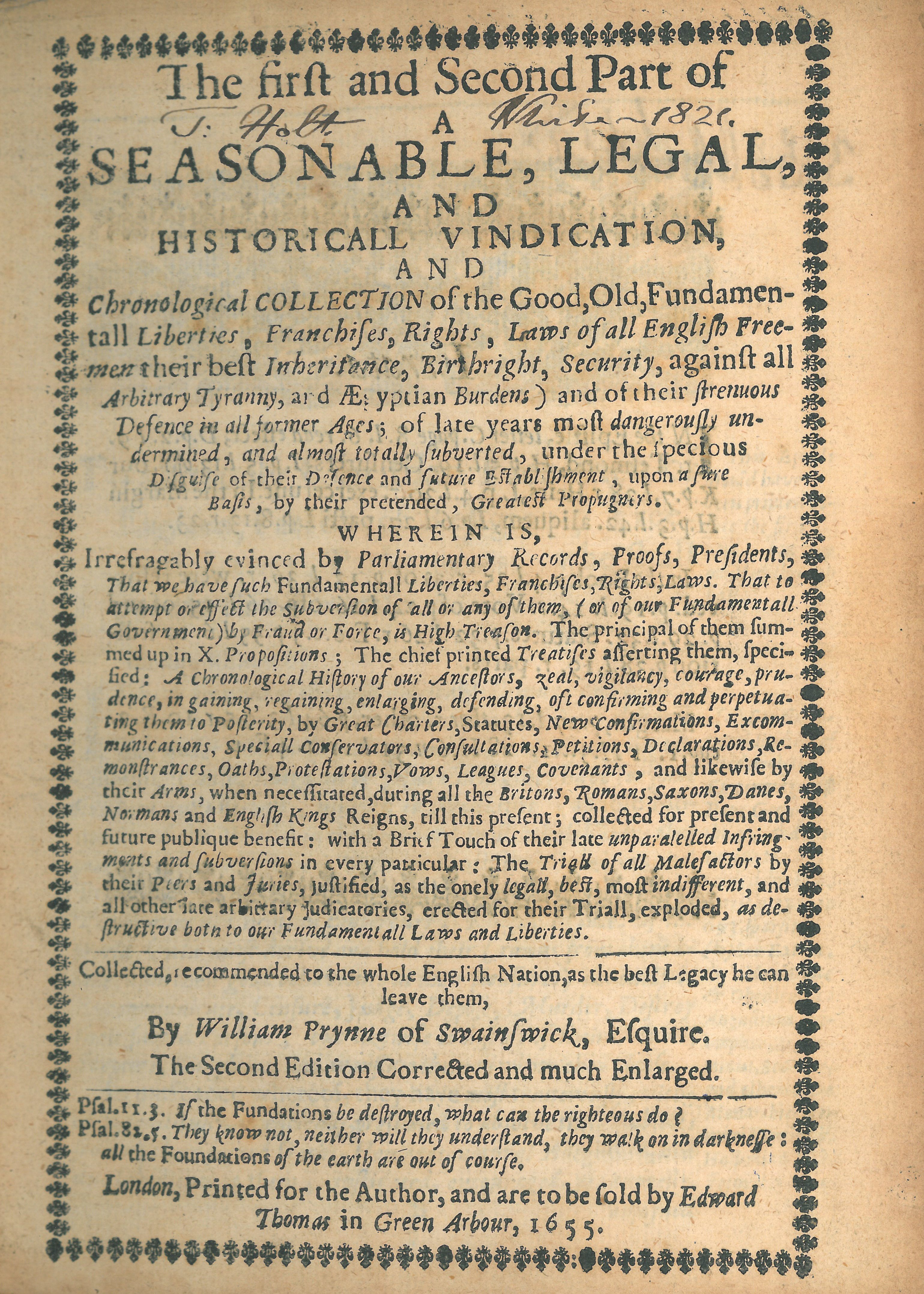
A primeira página de The First and Second Part of a Seasonable, Legal, and Historicall Vindication, and Chronological Collection of the Good, Old, Fundamentall Liberties, Franchises, Rights, Laws of All English Freemen [...] (2ª ed., 1655), uma das obras publicadas quando Prynne estava em Swainswick

O expurgado Prynne protestou em cartas a Lorde Fairfax, e por declarações impressas em nome de si mesmo e de outros presos. Também publicou uma denúncia do julgamento proposto do rei Carlos I, sendo respondido por uma coletânea de trechos de seus próprios panfletos anteriores. Libertado da custódia em janeiro de 1649, aposentou-se em Swainswick e iniciou uma guerra de escrita contra o novo governo. Tornou-se um incômodo ao lado de Cromwell. Escreveu três panfletos contra o noivado para ser fiel à Commonwealth e provou que nem em consciência, lei ou prudência estava obrigado a pagar os impostos que impunha. O governo retaliou ao aprisioná-lo por quase três anos sem julgamento. Em 30 de junho de 1650 foi preso e confinado, primeiro no Castelo de Dunster e depois no Castelo de Taunton (12 de junho de 1651) e no Castelo de Pendennis (27 de junho de 1651). A ele foi finalmente oferecida sua liberdade de dar segurança ao montante de 1 000 libras que ele, doravante, não faria nada contra o governo; mas, recusando-se a fazer qualquer promessa, foi libertado incondicionalmente em 18 de fevereiro de 1653.
Ao ser liberado, voltou a panfletar. Expôs as maquinações dos papistas, mostrou o perigo do quakerismo, reivindicou os direitos dos patronos e discutiu os limites de alguns Shabat. A proposta de suspender a proibição à residência dos judeus do século XIII, sendo promovida então na Inglaterra por Menasseh ben Israel, entre outros, inspirou-o com um panfleto contra o esquema, em breve chamado de Short Demurrer. O panfleto foi documentado antes da Conferência de Whitehall e foi influenciado no fortalecimento da opinião sobre a readmissão dos judeus. Em particular, Prynne duvidava da probabilidade de os judeus se converterem ao cristianismo na Inglaterra. Oliver Cromwell permitiu que os judeus retornassem às Ilhas Britânicas sob a condição de que participassem de sermões cristãos obrigatórios no domingo, para encorajar sua conversão ao cristianismo. Cromwell baseou esta decisão na epístola de São Paulo aos Romanos (10:15). A oferta da coroa a Cromwell pela petição e conselho sugeriu um paralelo entre ele e Ricardo III. Da mesma forma, quando o Lorde Protetor, como Cromwell era chamado, montou uma Câmara dos Lordes, Prynne expandiu o tratado em defesa de seus direitos, que publicara em 1648 num tratado histórico de quinhentas páginas. Esses escritos, no entanto, atraíram pouca atenção.
Após a queda de Richard Cromwell, ele voltou à cena popular. Assim que o Parlamento Largo foi restabelecido, Prynne reuniu alguns dos membros excluídos pelo Expurgo de Pride e se esforçou para ocupar seu lugar na casa. Em 7 de maio de 1659, foi impedido pelos guardas, mas em 9 de maio conseguiu entrar e lá ficou sentado para uma sessão completa. Arthur Haselrig e Sir Henry Vane ameaçaram-no, mas Prynne lhes disse que também estava bem e sofria mais pelos direitos do parlamento do que qualquer um deles. Eles só podiam se livrar dele adiando a casa, e forçadamente o mantendo fora quando ela se remontava. Em 27 de dezembro, quando o parlamento foi novamente restaurado após sua interrupção por John Lambert, Prynne e seus amigos fizeram uma nova tentativa de entrar, mas foram novamente excluídos. De maio de 1659 a fevereiro de 1660, publicou folhetos sobre o caso dos "membros isolados e ataques ao refinado Parlamento de Garupa e ao exército". Marchamont Nedham, Henry Stubbe, John Rogers e outros publicaram respostas sérias a seus argumentos, enquanto difamadores obscuros o ridicularizavam.
Em 21 de fevereiro de 1660, George Monck ordenou aos guardas da casa que readmitissem os membros isolados. Prynne, cingido com uma velha espada com cestas, marchou para o Westminster Hall à frente deles; embora o efeito tenha sido estragado quando Sir William Waller tropeçou na espada. A casa o acusou de trazer uma nota para a dissolução do Parlamento Largo. No debate sobre o projeto, Prynne afirmou os direitos de Carlos II e afirmou que os escritos deveriam ser emitidos em seu nome. Também ajudou a encaminhar a Restauração acelerando a aprovação da Lei de Milícia, que colocou o controle das forças nas mãos dos amigos do rei. Uma carta que dirigiu a Carlos II mostra que ele foi pessoalmente agradecido pelo rei por seus serviços.

## A partir de 1660

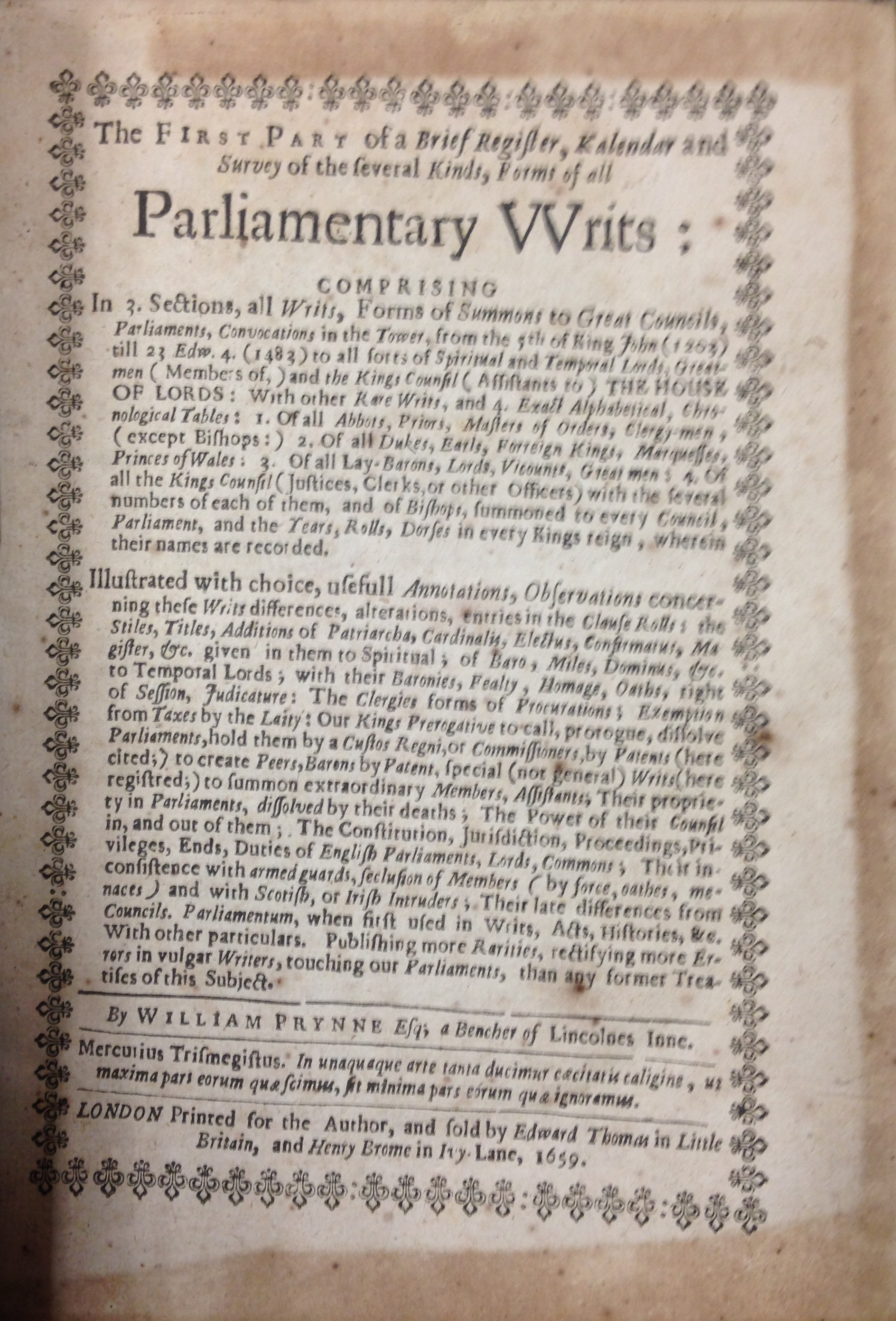
A página título de The First Part of a Brief Register, Kalendar and Survey of the Several Kinds, Forms of All Parliamentary VVrits (1ª ed., 1659). Prynne publicou outras três partes em 1660, 1662 e 1664

Apoiou a Restauração e foi recompensado com um cargo público. Em abril de 1660 ele foi eleito deputado por Bath no Convenção do Parlamento. Estava amargurado contra os regicidas e os defensores do governo anterior, tentando restringir o escopo do Ato de Indenização. Mudou-se com sucesso para ter Charles Fleetwood e pediu a exclusão de Richard Cromwell e do juiz Francis Thorpe. Propôs medidas punitivas e financeiras de amplo alcance, era zeloso pelo desmantelamento do exército e foi um dos comissários nomeados para pagá-lo. Nos debates sobre religião, foi um dos líderes dos presbiterianos, falou contra os Trinta e Nove Artigos, negou as reivindicações dos bispos, pediu a validade da ordenação presbiteriana e apoiou o projeto de transformar a declaração eclesiástica do rei em lei.
Como político, Prynne foi durante seus últimos anos de menor importância. Foi reeleito por Bath para o Parlamento Cavalier de maio de 1661. Afirmou seu presbiterianismo recusando-se a se ajoelhar quando as duas casas receberam o sacramento juntas. Algumas semanas antes, ele havia publicado um panfleto exigindo a revisão do livro de orações, mas o novo parlamento se opunha a qualquer concessão à não-conformidade. Em 15 de julho, um panfleto de Prynne contra a Corporation Bill foi considerado escandaloso e sedicioso. Em janeiro de 1667, foi um dos gerentes do impeachment de Lorde Mordaunt. Falou várias vezes sobre o impeachment de Clarendon, e se opôs à lei para seu banimento. Sobre assuntos constitucionais e pontos de procedimento, sua opinião teve peso, e em 1667 ele foi consultado pelo rei sobre a questão de saber se um parlamento que havia sido prorrogado poderia ser convocado antes do dia fixado para sua retomada.
Tornou-se o Guardião dos Registros na Torre de Londres; como escritor, suas obras mais duradouras pertencem àquele período, pela quantidade de material histórico que contêm. Histriomastix é uma de suas obras que recebe atenção de estudiosos modernos, mas por sua relevância para o teatro renascentista inglês. Anthony à Wood o achava afável, atencioso com os pesquisadores e cortês à moda do início do século. Prynne morreu solteiro em 24 de outubro de 1669. Foi enterrado na parte inferior da capela da Lincoln's Inn.